# Abroscopus
Abroscopus (лат.) — небольшой род воробьиных птиц из семейства Cettiidae, ранее включавшийся в семейство славковых Sylviidae. Иногда предлагают для этого рода русское название расписные пеночки, однако это же название закреплено и за родом Seicercus. К этому же роду ранее относили  ширококлювую расписную пеночку (Tickellia hodgsoni), которая теперь выделена в монотипический род Tickellia.
В состав рода включают три вида:
- Abroscopus albogularis — Рыжещёкая расписная пеночка
- Abroscopus schisticeps — Чернолицая расписная пеночка
- Abroscopus superciliaris — Желтобрюхая расписная пеночка